# John Zuhlsdorf
John Todd Zuhlsdorf (Minneapolis, 28. listopada 1959.), američki katolički svećenik, poznatiji kao Otac Z (eng. Father Z).
Rođen je 1959. u Minneapolisu, u Minnesoti, u luteranskoj obitelji. Klasičnu filologiju studirao je na Sveučilištu u Minnesoti. Obraćenje na katoličanstvo potaknulo je slušanje katoličke višeglasne liturgijske glazbe na krugovalu. Za đakona je zaređen 1990. u bazilici sv. Nikole u Rimu. a za svećenika ga zaređuje papa Ivan Pavao II. u bazilici sv. Petra 26. svibnja 1991. Licencijat iz patrističke teologije stječe na Augustinianumu u Rimu.
Bio je suradnikom papinskoga vijeća „Ecclesia Dei”, moderator Katoličkoga mrežnoga foruma (eng. Catholic Online Forum), kolumnist The Wanderera i Catholic Heralda te suradnik EWTN-a i vijesti televizijske kuće Fox. Najpoznatiji je kao pisac mrežnika „Fr. Z's Blog”. Engleski New Statesman uvrstio ga je među deset najutjecajnijih kršćanskih mrežnika.
Od 2014. do 2021. djeluje u Madisonskoj biskupiji. Predsjednik je Društva Tridentske mise u Madisonu.

## Vanjske poveznice
- Fr. Z's Blog (engl.)